# Pequeño Teatro
El Pequeño Teatro es un teatro colombiano ubicado en Medellín declarado Patrimonio Cultural de dicha ciudad en 1985. Igualmente, la que es su sede desde 1986, es Patrimonio Arquitectónico y de Conservación. Posee dos salas: la Sala de Cámara, con capacidad de 80 personas y la Sala Principal, con capacidad de 500 personas.

## Entrada libre y su aporte voluntario
Entrada libre y su aporte voluntario es el nombre del sistema de pago utilizado en el Pequeño Teatro. El mismo consiste, como su nombre lo indica, en una entrada libre (con boleta) al teatro y, al final de la representación, un aporte voluntario al teatro.